# Eriphus bahiensis
Eriphus bahiensis là một loài bọ cánh cứng trong họ Cerambycidae.